# Milion chvilek pro demokracii
Milion chvilek pro demokracii (oficiálně Milion Chvilek, z. s.) je česká nezisková organizace, jejímž účelem je "podpora a kultivace demokratické kultury, občanské angažovanosti a veřejné diskuze v České republice."  Původní aktivistická skupina, která vznikla 17. listopadu 2017, se zaměřovala zejména na kritiku tehdejšího premiéra Andreje Babiše. Formálně byl spolek založen 31. ledna 2018.  
Nejvýraznějším počinem organizace bylo vedení 1041 dní dlouhé kampaně Chvilka pro rezignaci, která požadovala Babišovo odstoupení z funkce předsedy vlády České republiky. Ta probíhala od 25. února 2018 do 11. listopadu 2021, a zahrnovala zejména  sběr podpisů pod petici a na pořádání demonstrací. 
Dosud největší z nich (demonstrace Je to na nás!) se uskutečnila 23. června 2019 v Praze za účasti okolo 250 tisíc lidí a stala se tak i největším protestním shromážděním v české historii od revoluce v roce 1989. Své požadavky protestující odůvodňují tím, že je nepřijatelné, aby premiérem byl „trestně stíhaný člověk, vedený jako agent StB“.

## Okolnosti vzniku
Po vítězství hnutí ANO 2011 ve volbách do poslanecké sněmovny v říjnu 2017 jmenoval prezident České republiky Miloš Zeman předsedou vlády lídra hnutí Andreje Babiše a pověřil ho sestavením vlády. Tak vznikla v prosinci 2017 menšinová vláda opírající se pouze o poslance hnutí ANO 2011, která však v lednu 2018 nedostala důvěru a dále vládla v demisi, než ji v červnu 2018 vystřídala druhá menšinová vláda Andreje Babiše, složená z koalice ministrů za ANO 2011 a ČSSD, opírající se o toleranci ze strany poslanců KSČM. Poprvé od pádu komunistického režimu v Československu v roce 1989 tak komunisté znovu získali podíl na moci ve státě.
Krátce po volbách, na 28. výročí sametové revoluce 17. listopadu 2017, zveřejnila skupina studentů vedená studentem filozofické a evangelické teologické fakulty Univerzity Karlovy Mikulášem Minářem výzvu Chvilka pro Andreje. Ta požadovala po Andreji Babišovi plnění předvolebního slibu „podporovat a rozvíjet demokracii v ČR“, vysvětlení svého pocitu neviny v kauze Čapí hnízdo a dodržování demokratických mantinelů. Za sto dní výzvu podepsalo několik desítek tisíc občanů, avšak i poté Andrej Babiš odmítal veřejné setkání či veřejnou odpověď a podle autorů výzvy nabízel jen vágní vyjádření a setkání za zavřenými dveřmi.
K rozvoji demokracie Andrej Babiš podle oponentů nepřispíval tím, že nerespektoval ústavní zvyklosti, když prováděl rozsáhlé změny ve státní správě a dosazoval „své“ lidi do dozorčích rad a dalších významných míst, aniž by k tomu měl důvěru parlamentu (odvolal šéfa České pošty, dosazoval nové lidi do správní rady VZP atd.). Na přelomu let 2017 a 2018 navíc byla zveřejněna zpráva Evropského úřadu pro boj proti podvodům (OLAF), která ukázala, že Babišovo trestní stíhání je dobře odůvodněné. Bratislavský krajský soud v únoru 2018 zamítl Babišovu žalobu, že je neoprávněně veden jako agent StB.
Absenci žádané odpovědi na výzvu Chvilka pro Andreje si její autoři vyložili tak, že Babiš promrhal svou šanci ukázat se jako premiér, kterému záleží na demokracii. Na konci ledna proto založili spolek Milion Chvilek, z. s., a přišli s novou výzvou Chvilka pro rezignaci, jejímž zveřejněním odstartovali dlouhodobější kampaň nazvanou Milion chvilek pro demokracii.

## Chvilka pro rezignaci

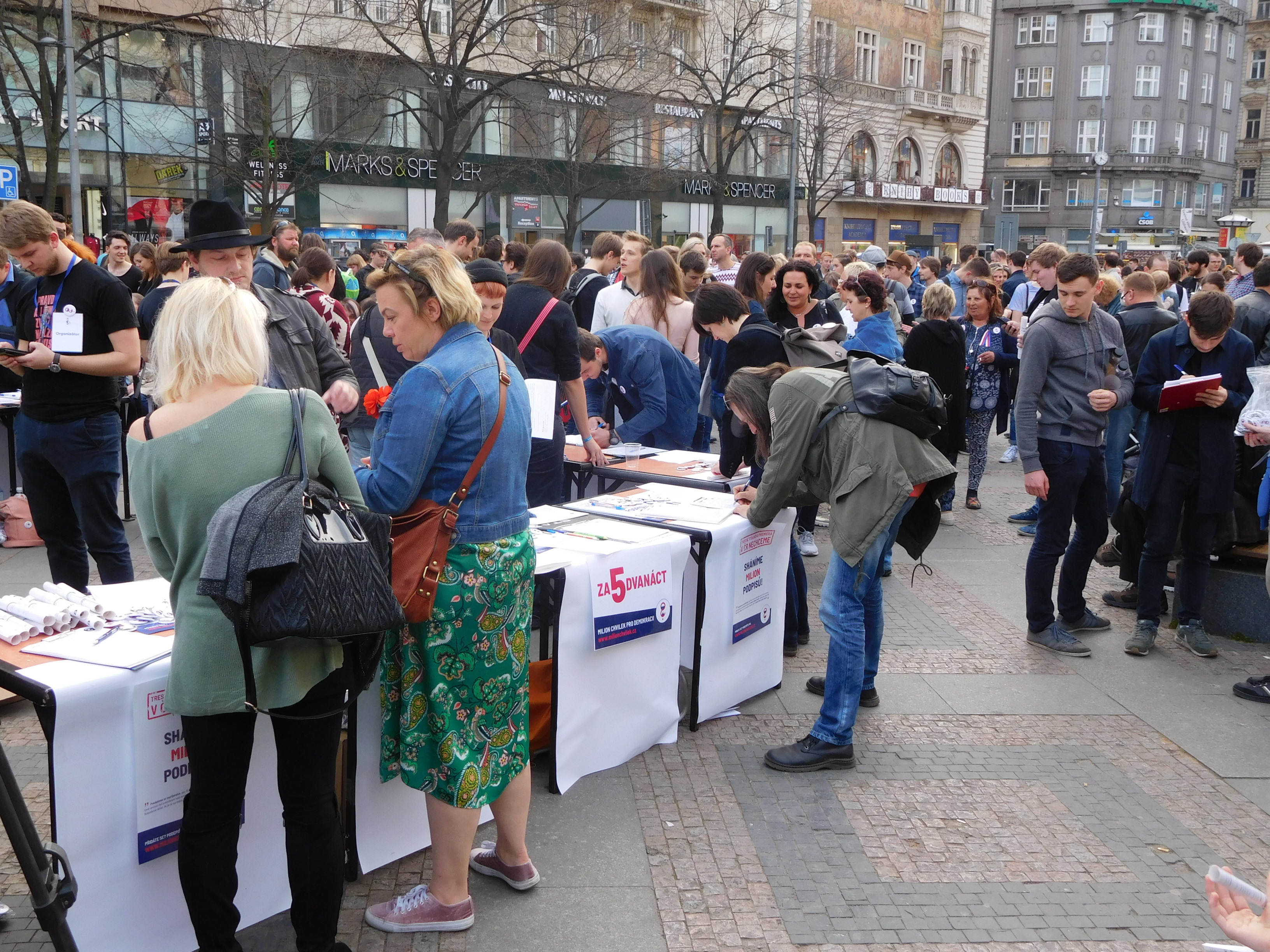
Lidé podepisují výzvu Chvilka pro rezignaci na demonstraci 9. dubna 2018 v Praze.

Kampaň Milion chvilek pro demokracii byla spuštěna 25. února 2018 při příležitosti 70. výročí komunistického puče z roku 1948 a zároveň sto dní po vyhlášení předchozí výzvy Chvilka pro Andreje, na niž navázala a jíž se nepodařilo dosáhnout hledaného dialogu s Andrejem Babišem. Kampaň si stanovila za cíl ukázat, že lidí, pro něž je premiérovo chování nepřijatelné, je obrovské množství, a spojit hlas těchto lidí v jasný a silný požadavek. Organizátoři kampaně deklarovali svůj respekt k výsledku demokratických voleb, uznali, že premiér by měl vzejít z vítězného hnutí ANO, ale pokládali za nepřijatelné, aby to byl právě trestně stíhaný člověk s minulostí agenta StB.
Na počátku byla kampaň soustředěna kolem výzvy Chvilka pro rezignaci, v níž autoři vznesli požadavek na odstoupení Andreje Babiše z funkce předsedy vlády České republiky. Deklarovaným cílem kampaně bylo získat pro tuto výzvu za sto dní milion podpisů. Během prvních dvou týdnů od startu kampaně narůstal počet podpisů pod výzvou Chvilka pro rezignaci nečekanou rychlostí. Signatáři výzvy se rekrutovali napříč celou společností – objevilo se mezi nimi mnoho známých a významných osobností od umělců (např. Jan Svěrák, Jiří Suchý, Vojtěch Dyk, Františka Jirousová) přes vědce (např. Jiří Grygar, Ivan Štampach, Pavel Jungwirth) a duchovní (např. Ladislav Heryán, Václav Malý, Zdeněk Bárta) až po sportovce (např. Vavřinec Hradilek) a politiky. Stanoveného cíle sice nakonec za sto dní dosaženo nebylo, ale do 5. června 2018 výzvu podepsalo více než 254 tisíc lidí. Organizátoři se rozhodli pokračovat ve sběru podpisů i po tomto termínu a dalšími prostředky rozvíjet kampaň upozorňující na trvání situace, na niž výzva reaguje.
Další desítky tisíc podpisů pod výzvu Chvilka pro rezignaci přibyly v listopadu 2018, kdy se začaly ve sdělovacích prostředcích šířit zprávy o pobytu premiérova syna Andreje na Krymu. K 20. listopadu 2018 bylo pod peticí podepsáno 310 tisíc lidí, v květnu 2019 bylo podpisů přes 340 tisíc. Týden po velké červnové demonstraci na Letné bylo podepsaných už přes 420 tisíc. Pod petici přibyla jména dalších významných signatářů – umělců (např. Milan Knížák, Pavel Žalman Lohonka, Honza Nedvěd, Alice Nellis, Aneta Langerová), vědců (např. Libor Grubhoffer, Jan Sokol), duchovních (např. Joel Ruml, Marcel Puvák, Marek Vácha, Edita Marie Mendelová, Martin Prudký), sportovců (např. Zuzana Hejnová, Michal Šlesingr, David Navara) a politiků. V červnu 2019 pod peticí určitou dobu figuroval i podpis prezidentova mluvčího Jiřího Ovčáčka, ověřený standardní cestou, tedy kontrolním e-mailem odeslaným na adresu dotyčného. Někdo totiž podepsal petici jeho jménem a Ovčáček došlou ověřovací zprávu zveřejnil na svém účtu na sociální síti Twitter, přičemž ale v obrázku z nevědomosti ponechal ověřovací odkaz, čehož využil neznámý recesista a Ovčáčkovými slovy „podvod dokonal“.
Kampaň byla oficiálně ukončena 11. 11. 2021, kdy Andrej Babiš podal demisi své vlády po volbách do Poslanecké sněmovny.

## Demonstrace
Když se na jaře 2018 Andreji Babišovi nedařilo sestavit druhou vládu poté, co ta první v lednu nezískala důvěru poslanecké sněmovny a podala demisi, měl prezident Zeman 10. dubna oznámit, zda nepověří sestavením vlády někoho jiného. Na předchozí den 9. dubna 2018 svolala iniciativa Milion chvilek pro demokracii na Václavské náměstí v Praze protestní shromáždění s názvem „Za slušného premiéra a slušnou vládu“. Na něm se sešlo několik tisíc lidí, další se zúčastnili podobných akcí konaných ve dvou desítkách měst Česka. Povzbuzením protestujícím byla nedávná rezignace komunistického poslance Zdeňka Ondráčka na pozici předsedy Komise pro kontrolu činnosti Generální inspekce bezpečnostních sborů (GIBS), ke které došlo v návaznosti na demonstrace uskutečněné v 11 českých městech 5. března 2018.
Další protesty v květnu a červnu 2018 byly směřovány proti podobě připravované druhé Babišovy vlády, která spoléhala na tichou podporu hlasy poslanců KSČM. Šlo o tzv. „němý protest“ (22. května), ke kterému se připojily stovky lidí v Praze a dalších velkých městech, tzv. „pokličkový protest“ (29. května), na kterém se opět sešly stovky lidí v Praze, a setkání signatářů petice Chvilka pro rezignaci (5. června), jehož účastníci zaplnili horní polovinu Václavského náměstí a podobné demonstrace se uskutečnily i v dalších městech. Vláda Andreje Babiše opírající se o toleranci KSČM však byla nakonec 27. června 2018 skutečně jmenována a komunisté tak poprvé od sametové revoluce v roce 1989 získali podíl na moci ve státě.

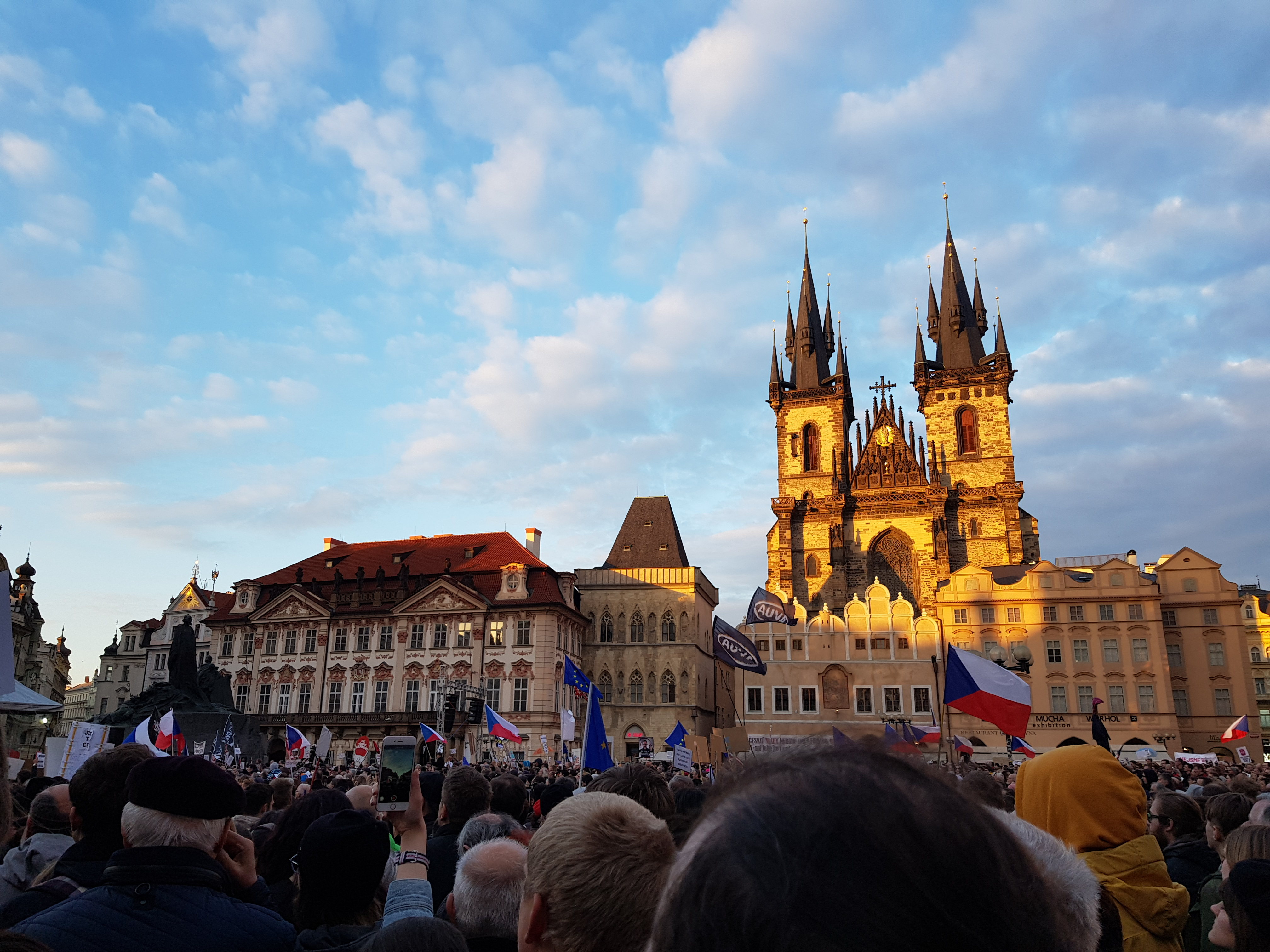
Protesty na Staroměstském náměstí

V listopadu 2018 požadovali lidé na dvou demonstracích odchod Andreje Babiše z postu předsedy vlády, mj. i v souvislosti s čerstvě prezentovanými zprávami o údajném únosu premiérova syna na Ruskem okupovaný poloostrov Krym, kam měl být odstraněn v souvislosti s vyšetřováním premiérovy kauzy Čapí hnízdo.

Od 29. dubna do 11. června 2019 se demonstrovalo každý týden, někdy centrálně v Praze a jindy v dalších místech Česka. Tato série demonstrací začala jako reakce na výměnu na postu ministra spravedlnosti, když namísto dosavadního ministra Jana Kněžínka, který podal demisi, jmenoval Babiš ministryní spravedlnosti Marii Benešovou. Benešová přitom podle organizátorů protestů v posledních dvou letech zpochybňovala Babišovo trestní stíhání v kauze Čapí hnízdo, k jejímu jmenování došlo krátce po policejním návrhu na podání obžaloby v této věci a Benešová bezprostředně po nástupu do funkce projevila úmysl provést úpravy české justiční soustavy. Série protestů byla završena 23. června 2019 demonstrací s názvem „Je to na nás!“ konanou na Letenské pláni v Praze, jež se s počtem přibližně 250 tisíc účastníků stala největší v české historii od revolučních shromáždění z 25. a 26. listopadu 1989.

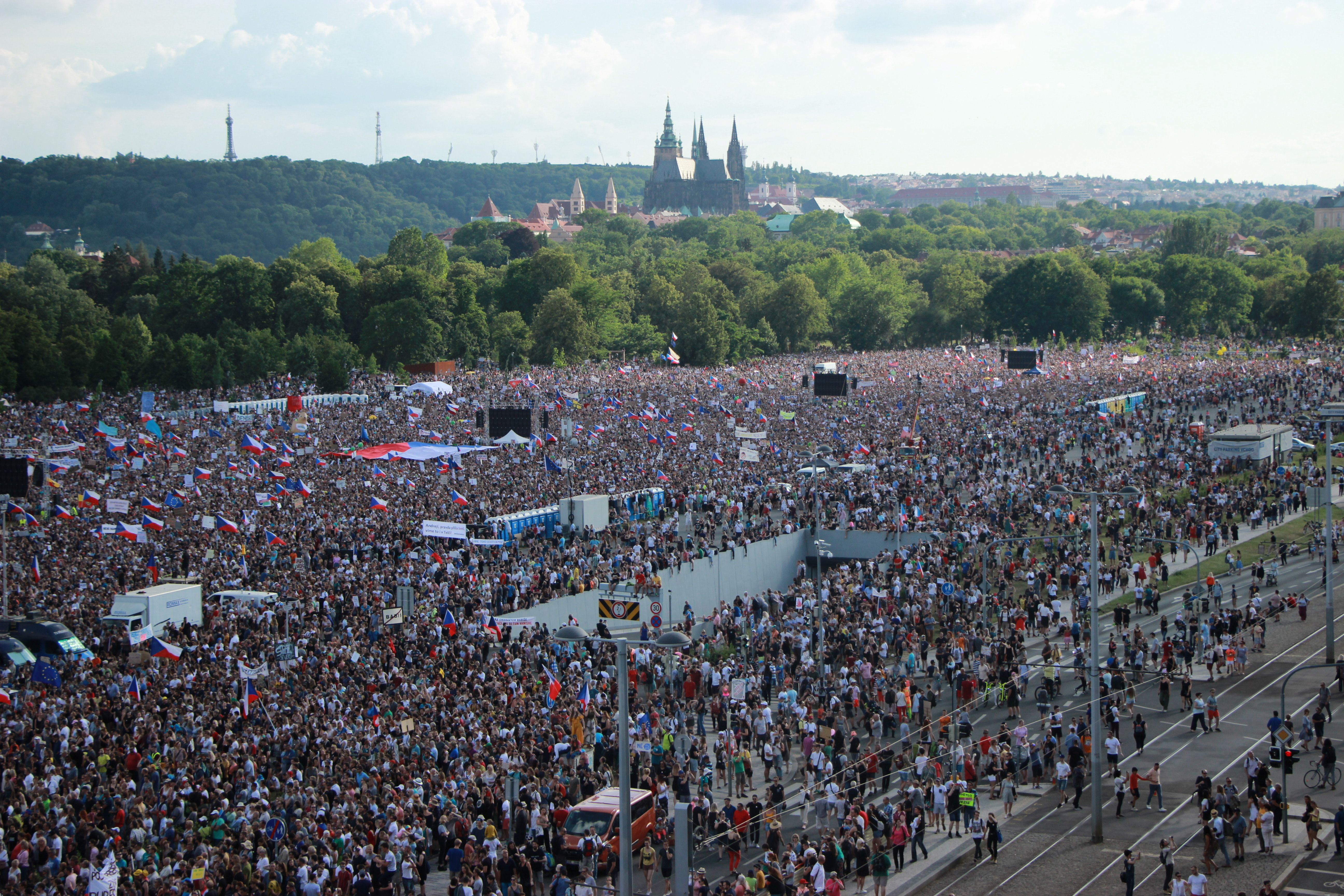
Demonstrace 23. června 2019 v Praze na Letné se počtem 250 tisíc účastníků stala největší v Česku od roku 1989.

Další velká demonstrace svolaná s názvem Letná 2 – znovu za demokracii! se konala 16. listopadu 2019 v předvečer 30. výročí Sametové revoluce, opět v Praze na Letné. Účastníků demonstrace bylo přes 250 tisíc lidí, protestovalo se proti současnému stavu politiky a především krokům premiéra Andreje Babiše.
Stojíme za Ukrajinou
V reakci na vojenskou agresi Ruska směrem k Ukrajině uspořádal Milion chvilek na začátku roku 2022 sérii demonstrací na Václavském náměstí.
22. února 2022 Stojíme za Ukrajinou. Organizátoři a hosté demonstrace (mezi nimi také Eva Holubová, Mikuláš Kroupa nebo velvyslanec Ukrajiny v České republice Jevhen Perebyjnis) odsoudili agresi Vladimira Putina, podpořili ukrajinské občany a vyzvali společnosti k solidaritě.
27. února 2022 Stojíme za Ukrajinou 2. Největší ze tří demonstrací, přibližně 80 tisíc lidí. Vystoupila řada osobností včetně předsedy vlády Petra Fialy, který podpořil napadenou Ukrajinu a přislíbil aktivní pomoc jejímu obyvatelstvu a politickému vedení. Dále na demonstraci vystoupil zakladatel a ředitel Člověka v tísni Šimon Pánek, zpěvák a aktivista Tomáš Klus, velvyslanec Ukrajiny v České republice Jevhen Perebyjnis, odborník na dezinformace Bob Kartouz, herec Ivan Trojan, teolog Petr Jan Vinš, analytik David Stulík nebo audiovizuální tvůrce a komik Martin Mikyska. Na akci byla představena podpisová výzva Společně stojíme za Ukrajinou.
4.  března 2022 Evropa stojí za Ukrajinou. V rámci této výzvy a celého poselství demonstrace organizátoři společně s hosty tvrdě odsoudili Putinovu agresi a přislíbili Ukrajině tu pomoc ukrajinským občanům, na kterou budou zrovna stačit. Demonstrace proběhal souběžně v Praze a v devíti evropských městech. K nim se telemostem připojil prezident Ukrajiny Volodymyr Zelenskyj. Ve svém projevu k Evropě řekl mimo jiné, že Evropa musí být jednotná, protože pokud padne Ukrajina, padne celá Evropa. Také zmínil, že Ukrajina je štít Evropy, který je potřeba podpírat a poděkoval za všechnu podporu a solidaritu vůči své zemi.
Akci svým vystoupením také podpořil kněz a spisovatel profesor Tomáš Halík, psychoterapeutka a signatářka Charty 77 Věra Roubalová Kostlánová, herci a herečky Divadla Sklep, herečka Iva Pazderková, členové kapely Rybičky 48 Kuba ryba a Petr Lebeda, herec Jan Cina, básníci Anatol Svahilec a Tim Postovit. Českou hymnu zpívala zpěvačka Marta Jandová.

### Uskutečněné demonstrace

#### 2018
1. „Za slušného premiéra a slušnou vládu“ (9. dubna 2018, Václavské náměstí)[23]
2. „Němá debata“ (22. května 2018, Staroměstské náměstí s pochodem k sídlu Úřadu vlády České republiky)[32]
3. „Poslední zvonění“ (29. května 2018, Staroměstské náměstí)[33]
4. „Jednou provždy“ (5. června 2018, Václavské náměstí a dalších 200 měst a obcí)[16][34][35][36]
5. „Demisi! Pochod za slušné Česko“ (17. listopadu 2018, Staroměstské náměstí)[37]
6. „Nedůvěru! Pochod za důvěry_hodnou vládu.“ (23. listopadu 2018, Hradčanské náměstí)[28]

#### 2019
1. „Justice! Nejsme slepí! Neseďte doma! Pochod za nezávislost justice.“ (29. dubna 2019, Staroměstské náměstí)[38]
2. „Justice! Jdeme znovu! Postavme se za nezávislost justice!“ (6. května 2019, Staroměstské náměstí)
3. „Justice! Opravdu chceme demisi! Požadujeme demisi Marie Benešové!“ (13. května 2019, Staroměstské náměstí a dalších 130 měst a obcí)[39]
4. „Všichni na Václavák – Demisi! Je čas vystavit vládě účet.“ (21. května 2019, Václavské náměstí, dle organizátorů až 50 tisíc lidí)[40][41]
5. „Máme toho dost! Chceme demisi!“ (28. května 2019, 240 měst a obcí)[42][43][44][45][46][47]
6. „Máme toho dost! Chceme demisi!“ (4. června 2019, Václavské náměstí, dle organizátorů až 120 tisíc lidí)[42][48][49][50]
7. „Chceme demisi! + Zveme na Letnou.“ (11. června 2019, 300 měst a obcí)[51][52]
8. „Je to na nás!“ (23. června 2019, Letenská pláň, přes 280 tisíc lidí)[53][54]
9. „Kroky pro demokracii“ (28. září 2019, 160 akcí na různých místech)[55][56][57]
10. „Letná 2 – znovu za demokracii!“ (16. listopadu 2019, Letenská pláň, přes 250 tisíc lidí)[30][58]
11. „Demisi Andreje Babiše!“ (10. prosince 2019, Václavské náměstí, 35–80 tisíc lidí)[59][60][61][62]
12. „Demisi! Konec vlády jedné straky" (16. prosince 2019, protesty ve 220 obcích a městech ČR kromě krajských)[63][64][65]
13. „Budoucnost bez Babiše!“ (17. prosince 2019, Václavské náměstí, 15 tisíc lidí)[66][67][68]

#### 2020
1. „Postavme se rozvratu institucí!“ (1. března 2020, Hradčanské náměstí → Staroměstské náměstí)[69][70][71]
2. „Vy ještě nemáte dost?!“ (9. června 2020, Staroměstské nám.)[72]
3. „Rok změny: Začínáme!“ (16. listopadu 2020, online protest na YouTube kanálu Milionu Chvilek, přes 50 tisíc zhlédnutí)
4. „Světlo pro Bečvu" (20. prosince 2020, Střelecký ostrov v Praze)[73][74]

#### 2021
1. „Masopustní jízda Prahou – přehlídka problémů vlády" (13. 2. 2021, autodemonstrace před Strahovským stadionem a kolona po Praze, kolem 300 aut)[75][76]
2. „Hrad za hranou, republika v ohrožení!" (29. dubna 2021, Václavské náměstí, 20 tisíc lidí a 72 měst a obcí)[77][78]
3. Necouvneme: Justici nedáme! (20.  května 2021, Václavské náměstí)
4. Pochod za spravedlivou vládu (1. června 2021, z Albertova na Václavské náměstí)
5. Společně za Bělorusko (7. června 2021, Staroměstské náměstí). Na akci vystoupila i Svjatlana Cichanouská, hlavní představitelka běloruské opozice.
6. Demonstrace v regionech (8. června 2021, 50 obcí napříč Českem)
7. Jdeme do finále: necouvneme! (20. června 2021, Václavské náměstí)
8. 100 let stačilo (27. června 2021, pietní setkání u Památníku obětem komunismu na pražském Újezdě a pochod k sídlu KSČM, ve spolupráci s Post Bellum)
9. Cesta změny: klíčem k demokracii jste Vy! (17. listopadu 2021, Staroměstské náměstí)

#### 2022
1. Stojíme za Ukrajinou (22. února 2022, Václavské náměstí v Praze)
2. Stojíme za Ukrajinou 2 (27. února 2022, Václavské náměstí v Praze, cca 80 tisíc lidí)
3. Evropa stojí za Ukrajinou (4. března 2022, Václavské náměstí a v dalších 9. evropských městech). Na akci se přes internet živě připojil i ukrajinský prezident Volodymyr Zelenskyj.
4. Na tohle se už nedá dívat! (31. března 2022, Hradčanské náměstí)
5. Proti strachu a nenávisti (30. října 2022, Václavské náměstí, nižší desítky tisíc účastníků)

#### 2023
1. Poslední kapka Pavla Blažka (23. srpna  2023, Klárov)

### Galerie

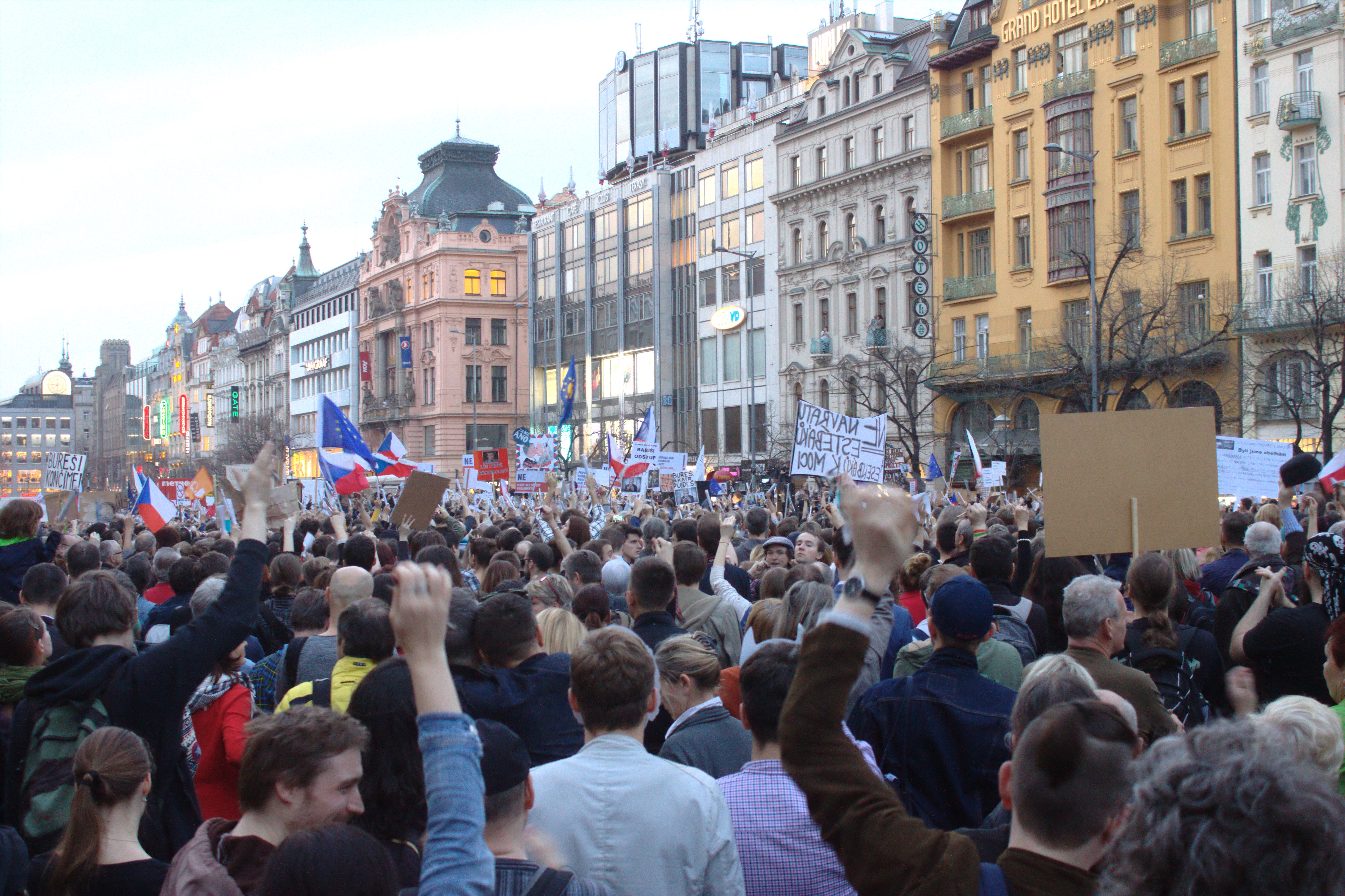
Demonstrace 9. dubna 2018 v Praze
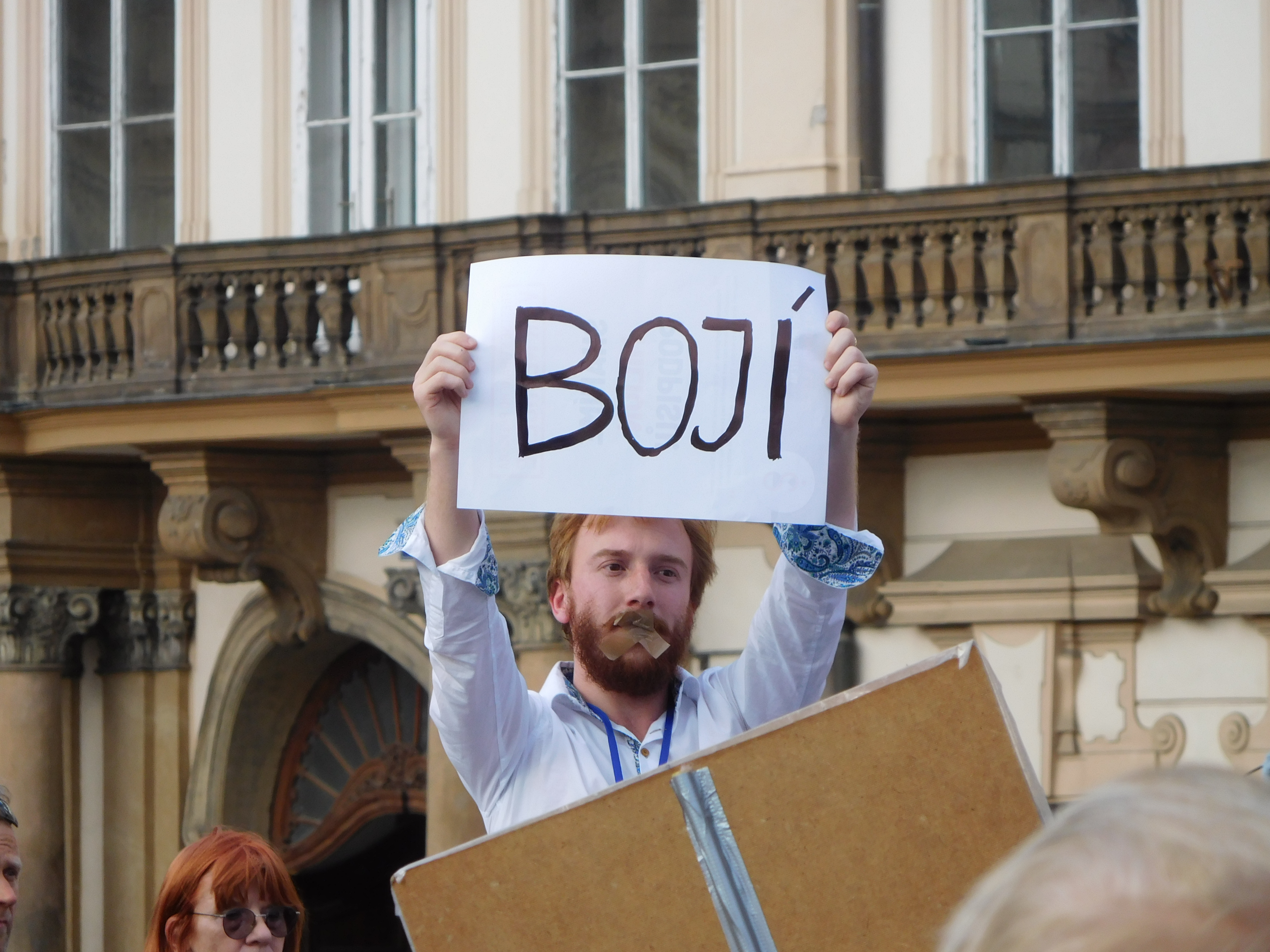
Demonstrace 22. května 2018 v Praze
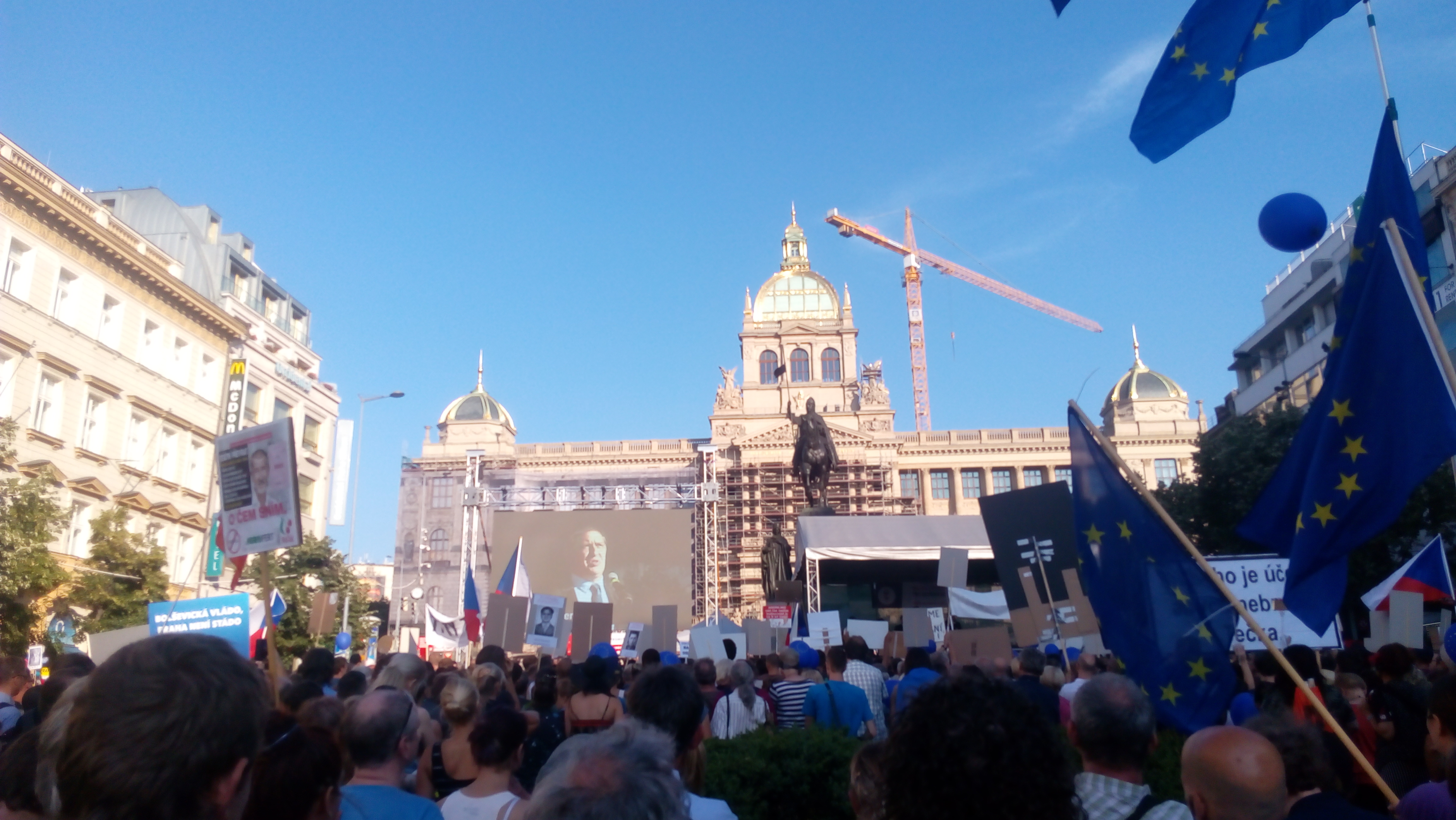
Demonstrace 5. června 2018 v Praze
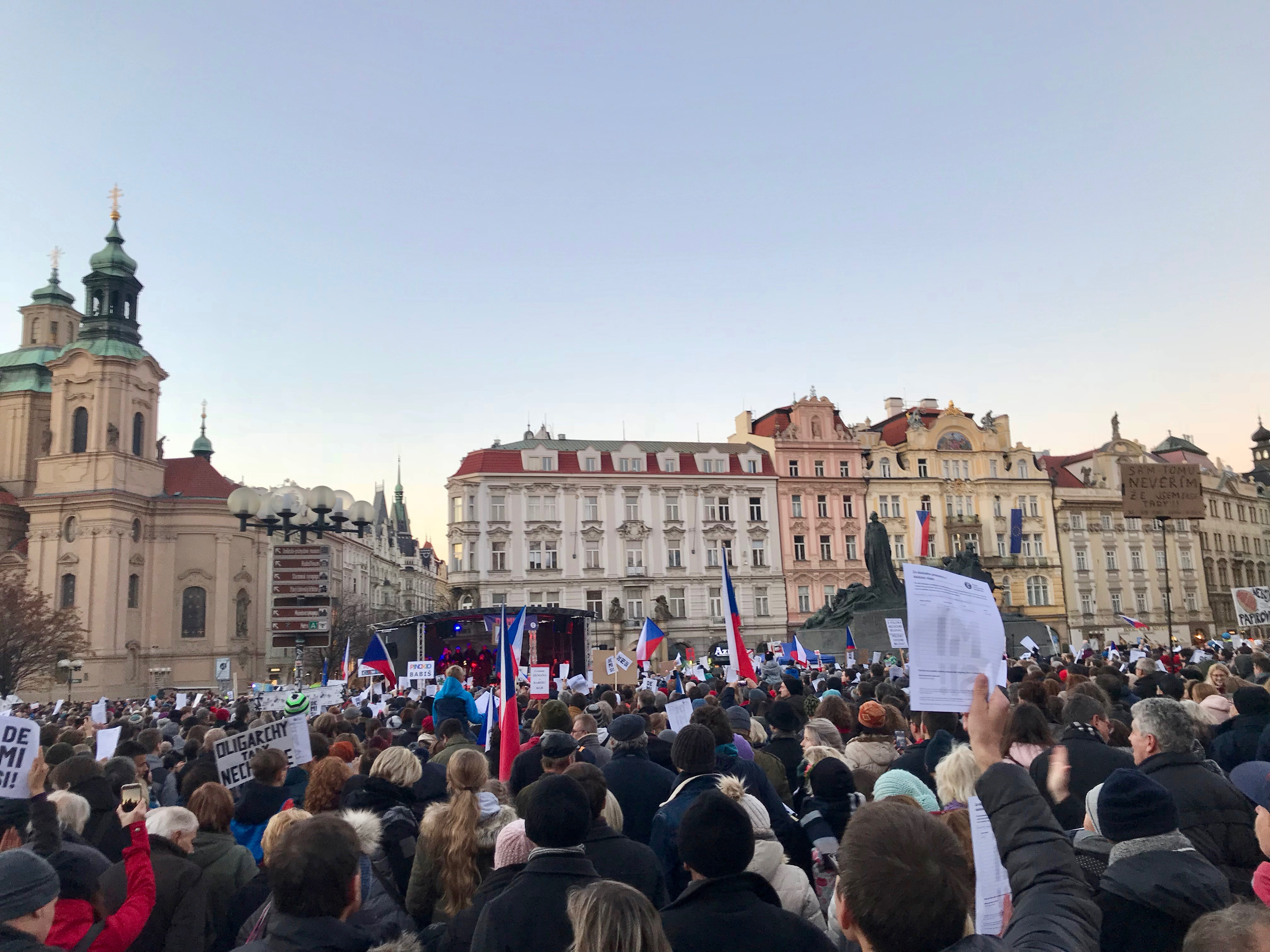
Demonstrace 17. listopadu 2018 v Praze
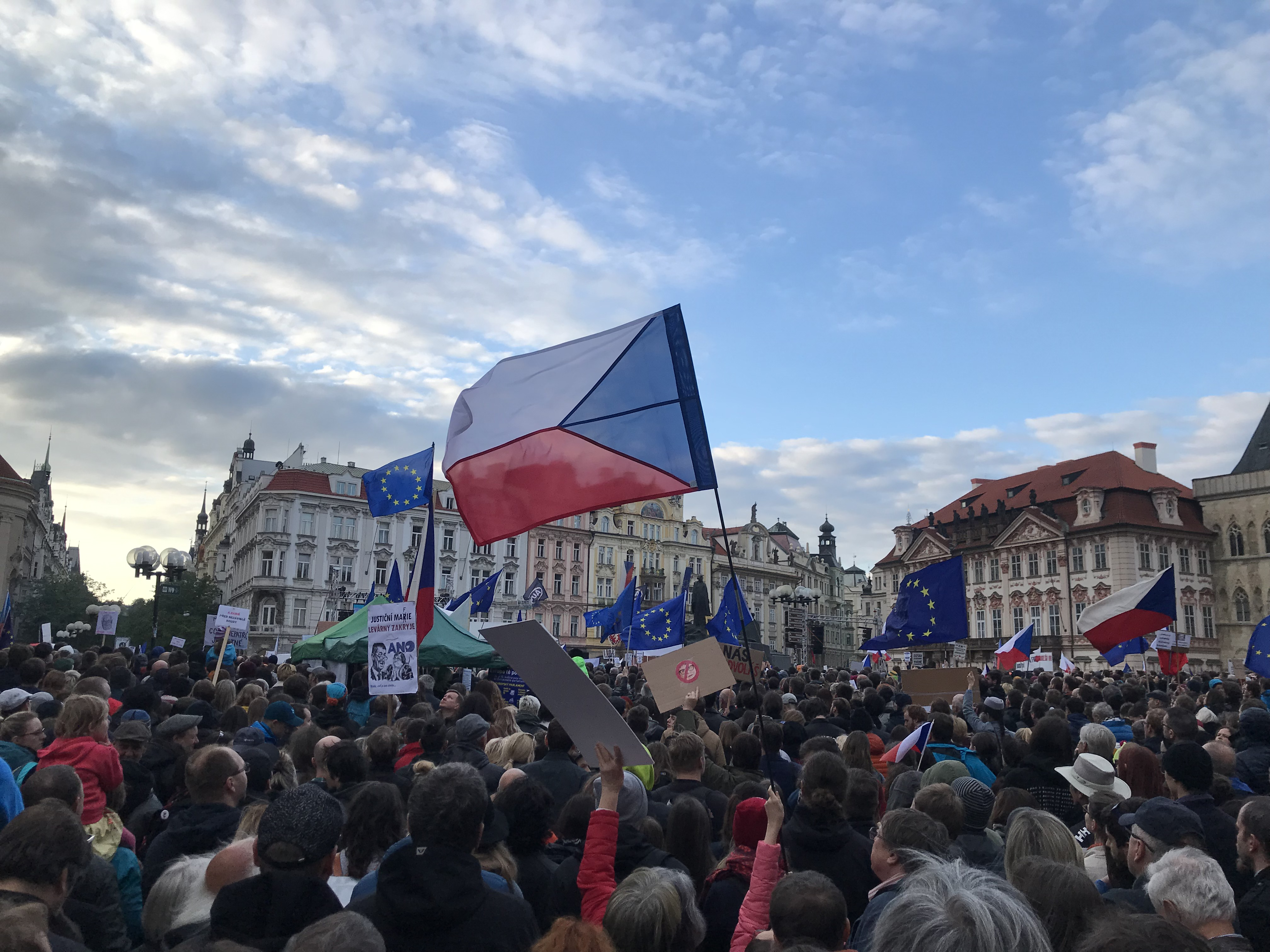
Demonstrace 6. května 2019 v Praze
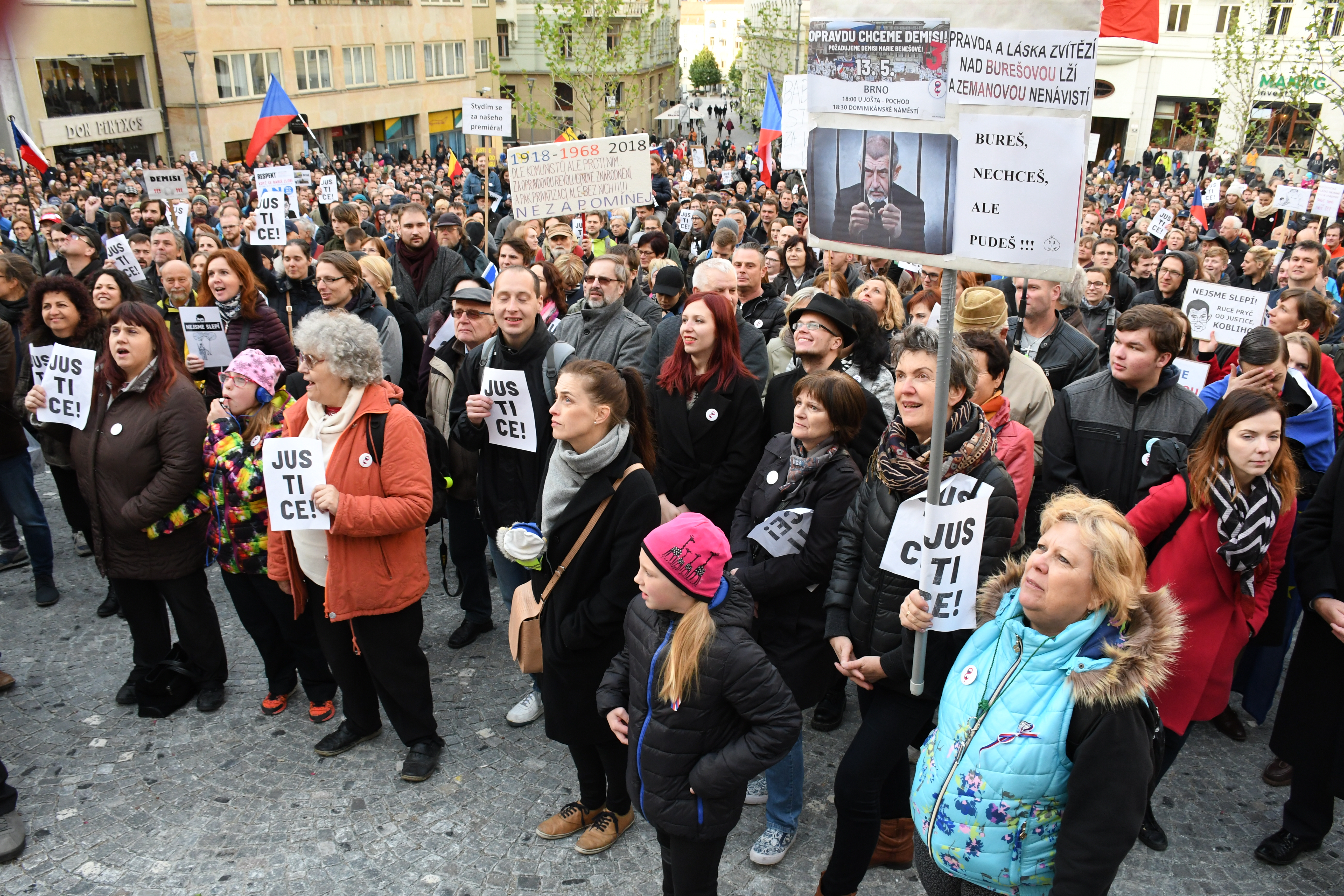
Demonstrace 13. května 2019 v Brně
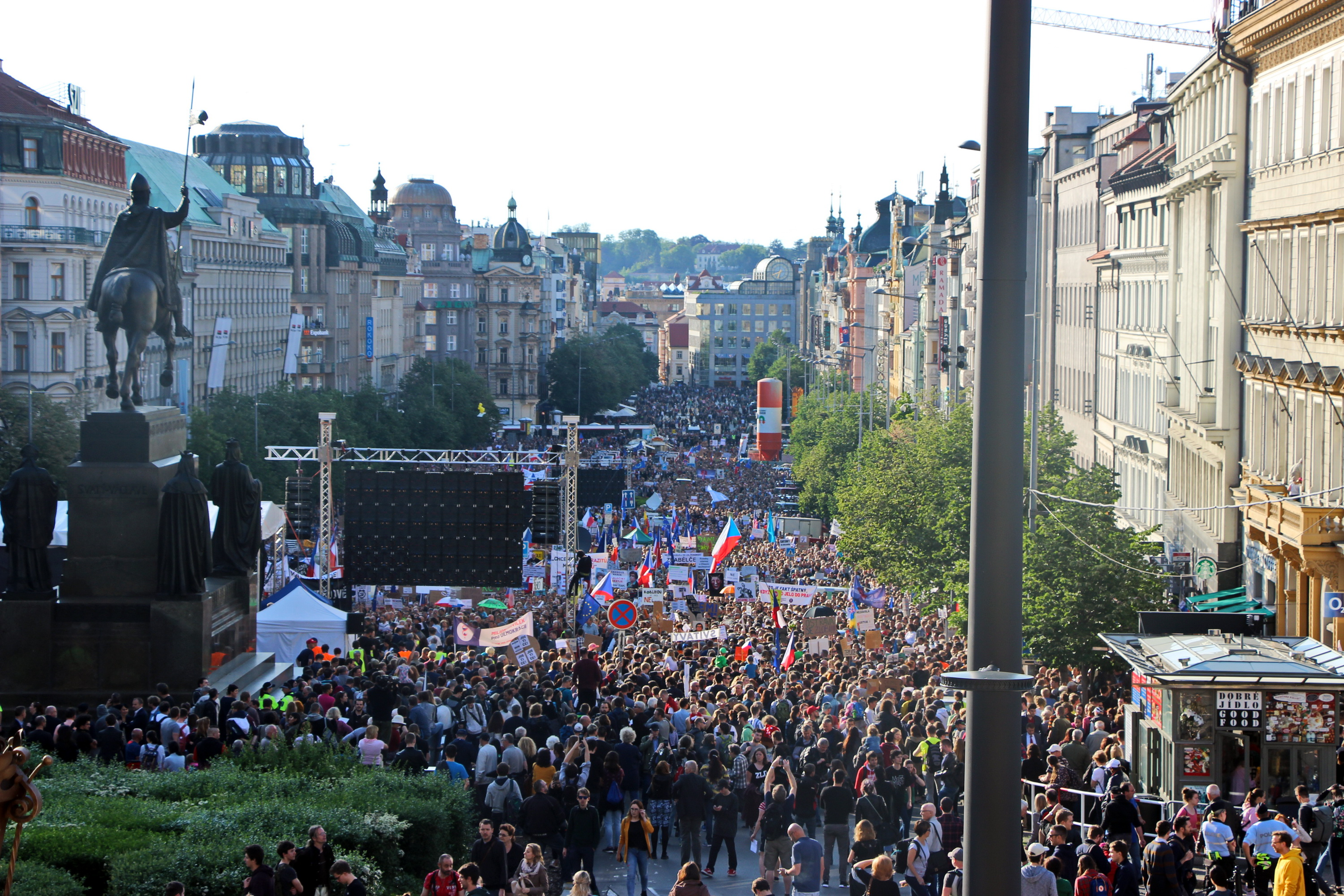
Demonstrace 21. května 2019 v Praze
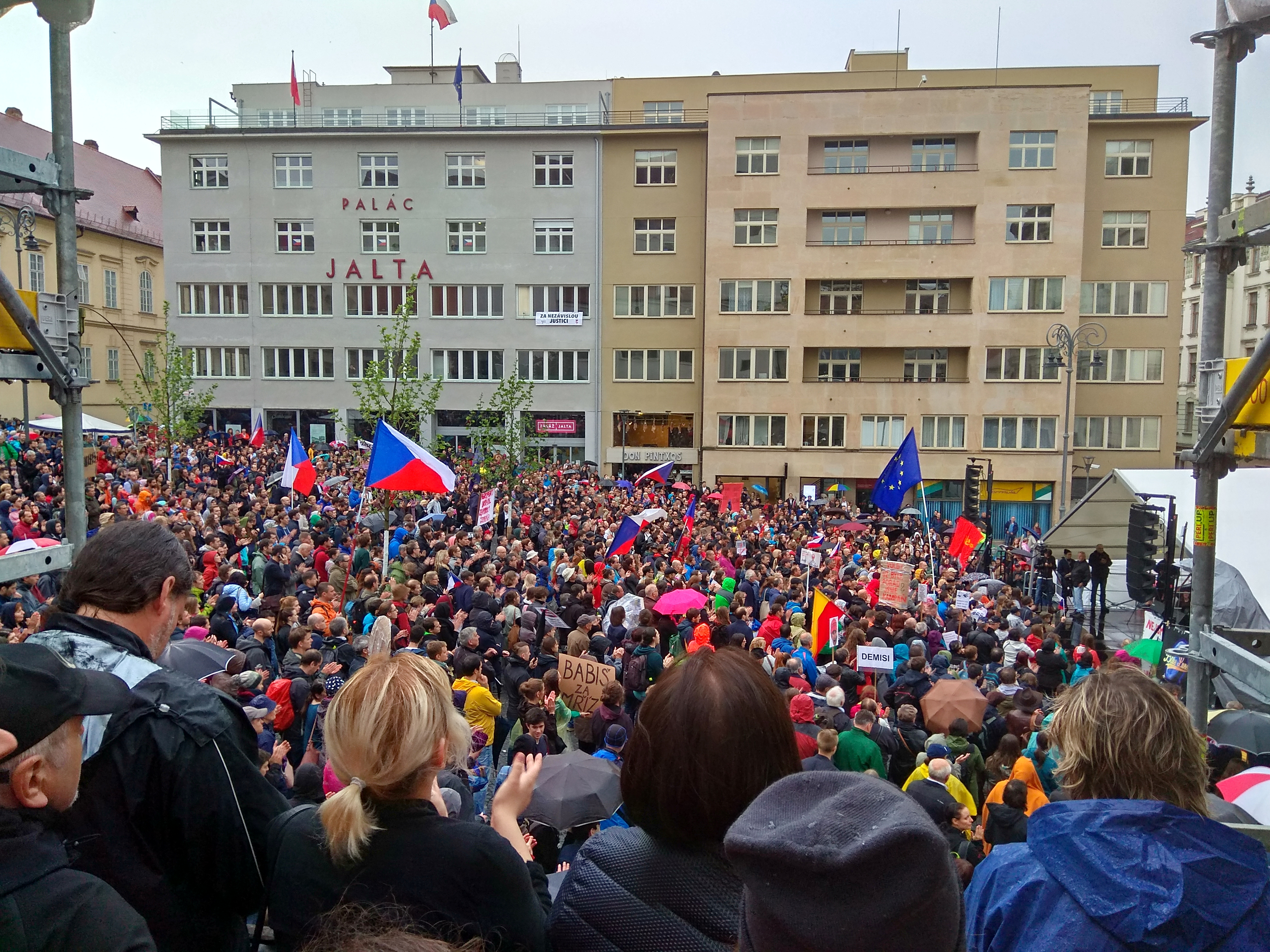
Demonstrace 28. května 2019 v Brně
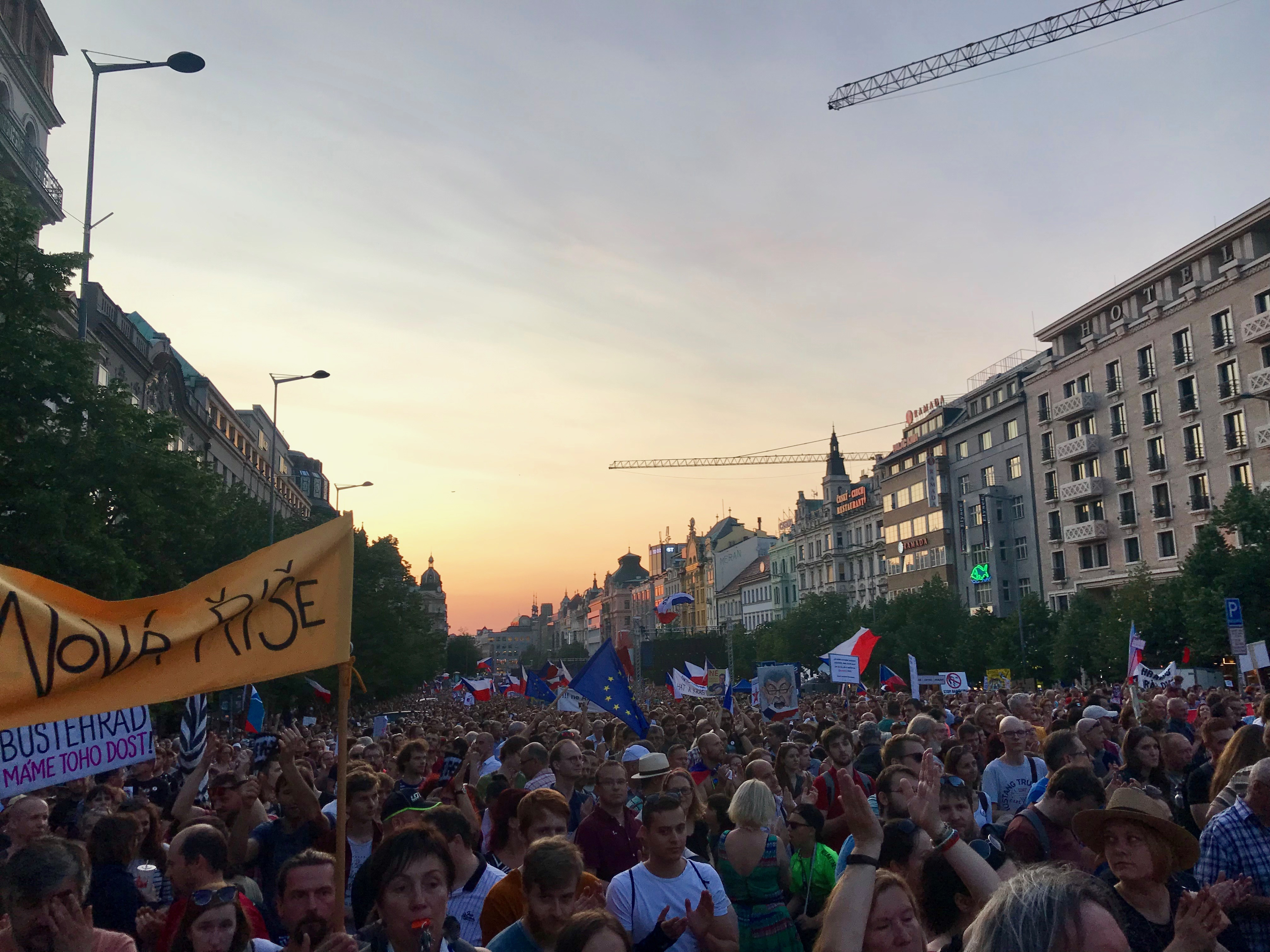
Demonstrace 4. června 2019 v Praze
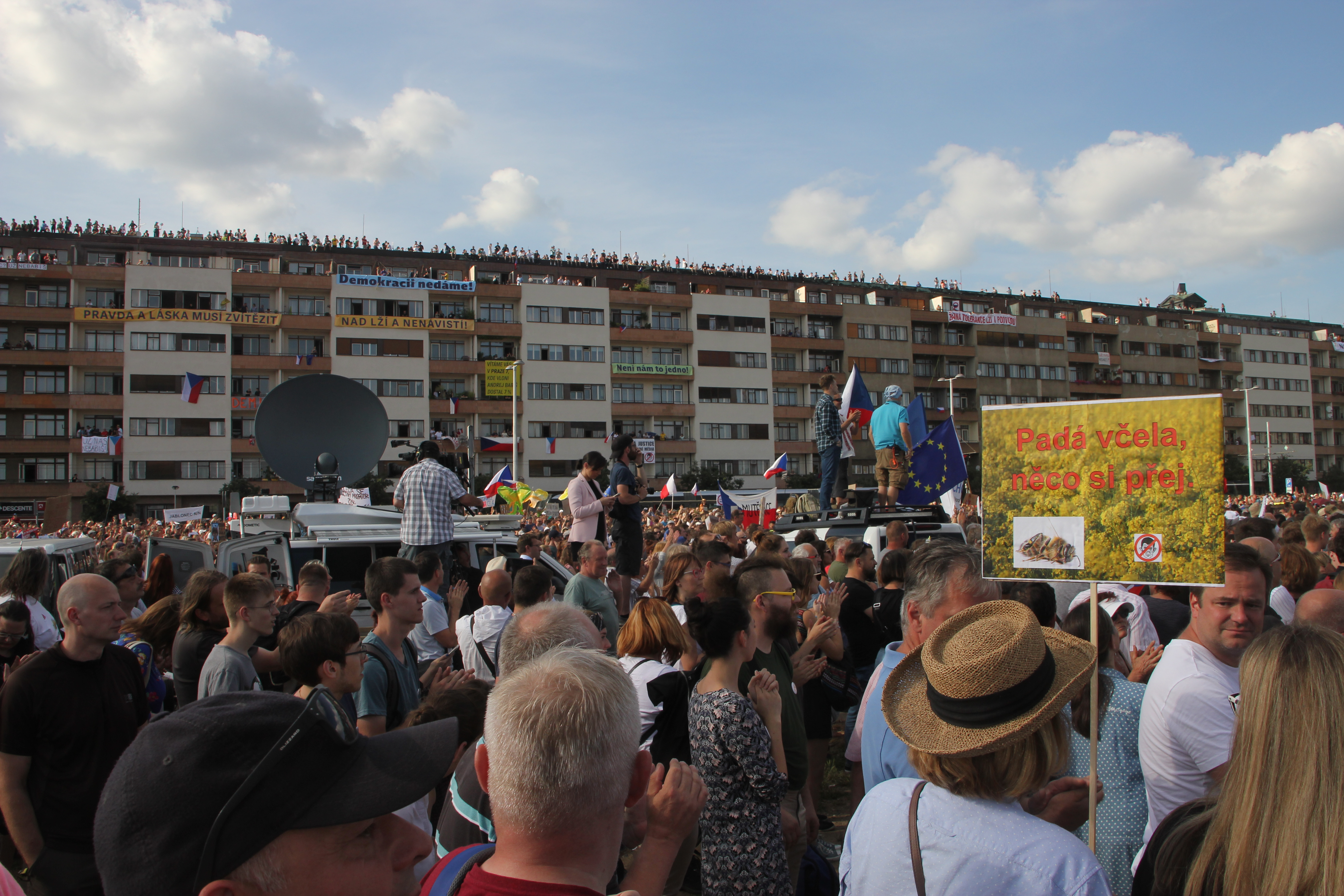
Demonstrace 23. června 2019 v Praze

## Památka obětí covidu-19
V pondělí 22. března 2021, na roční výročí první oběti pandemie covidu-19 v Česku, spolek Milion chvilek zorganizoval pietní akci, kdy byly na dlažbu Staroměstského náměstí v Praze nasprejovány tisíce bílých křížů jako památka 25 000 tisíc obětí pandemie v Česku. Fotografie z akce oběhly celý svět.

## Pořadatelé

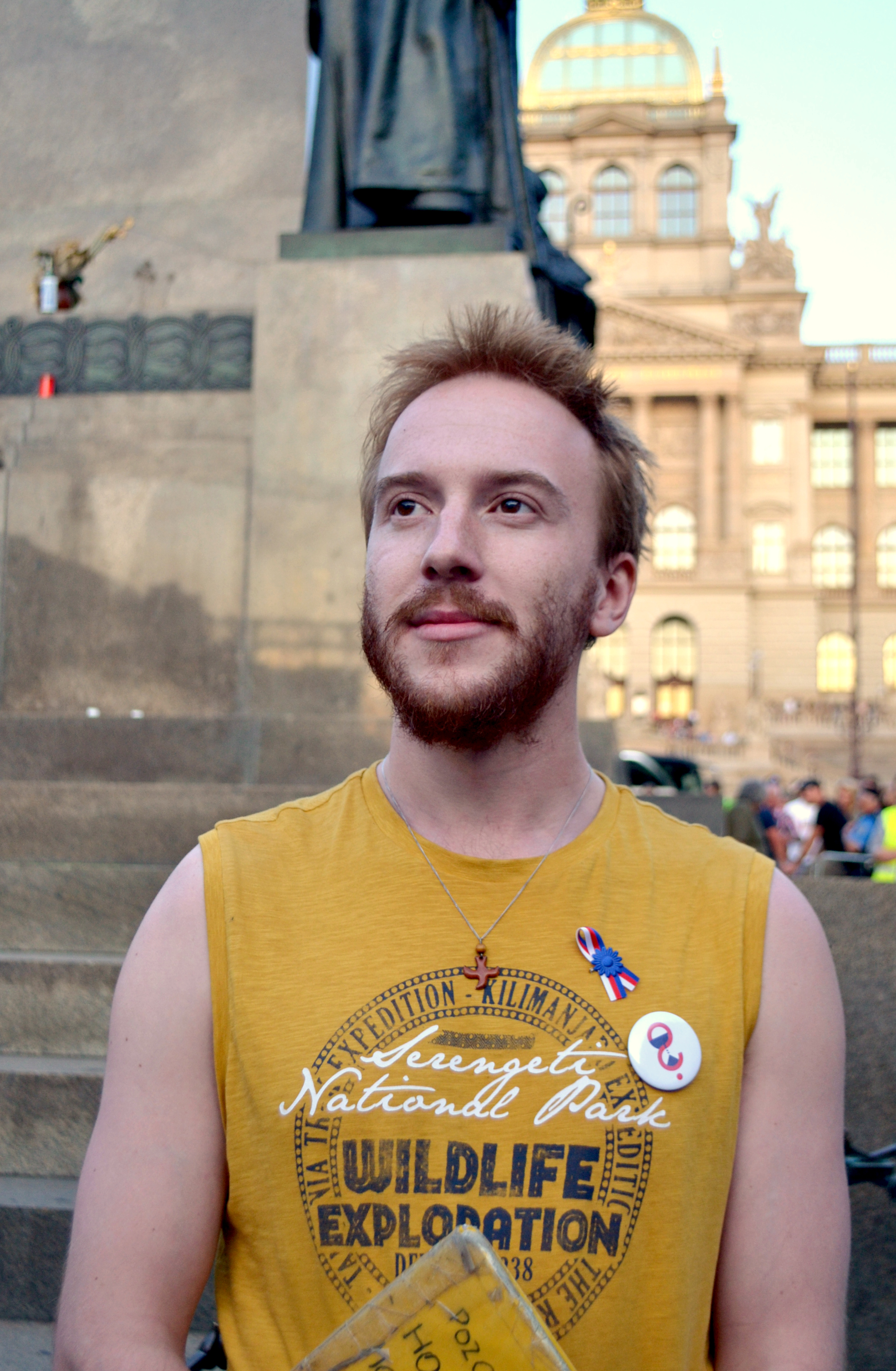
Mikuláš Minář, bývalý předseda spolku Milion Chvilek

Organizátorem kampaně je spolek Milion Chvilek, z. s., jehož deklarovaným účelem je „podpora a kultivace demokratické kultury, občanské angažovanosti a veřejné diskuse v České republice“. Spolek byl založen 31. ledna 2018. Předsedou spolku byl student a aktivista Mikuláš Minář, místopředsedou Benjamin Roll. Produkci akcí do roku 2021 zajišťoval Robin Suchánek. Dne 27. září 2020 oznámil Mikuláš Minář, že rezignuje na funkci předsedy a zvažuje vstup do politiky. Předsednictví spolku převzal Benjamin Roll a místopředsedou se stal další ze zakladatelů Jiří-Jakub Zévl. Mikuláš Minář se poté stal předsedou spolku Pro ČR a politického hnutí Lidé PRO.
Po volbách v říjnu 2021, kdy vyhrály demokratické koalice, a naopak neuspěli populisté a extremisté (KSČM se do Sněmovny nedostala poprvé od roku 1989), předseda spolku Milionu chvilek Benjamin Roll na svou funkci rezignoval. Členové spolku zároveň odhlasovali změnu stanov. V současné době je myšlenkové směrování Milionu chvilek na tříčlenném výboru. Jeho členy jsou bývalý místopředseda a spoluzakladatel spolku Jiří-Jakub Zévl, herec a aktivista Lukáš Venclík a filmařka a aktivistka Amálie Kovářová.
Mluvčí spolku je aktivistka a rozhlasová moderátorka Hana Strašáková.
Výkonnou ředitelkou Milionu chvilek je psycholožka a aktivistka Marie Jahodová.
Přidružené demonstrace a průběžné aktivity v regionech organizují jednotlivci a neformální skupiny, které společně tvoří Milionovou síť. Do jejího fungování jsou zapojeny i některé místní spolky. Například v Brně je to spolek Společně Brno.

## Politická dimenze
Kampaň je podle organizátorů nadstranická a jejím cílem není mocenská změna, ale zejména posílení občanské společnosti. Organizátoři deklarují, že hnutí nemá vlastní politický program a nechce vytvořit politický subjekt. Na svých vystoupeních jen velmi omezeně spolupracuje s opozičními politiky. Kritici[kdo?] hnutí v tom vidí neochotu převzít skutečnou odpovědnost a obviňují kampaň Milion chvilek z navazování na tzv. nepolitickou politiku Václava Havla. Ačkoli představitelé spolku Milion Chvilek odmítají zařazení na pravolevou politickou osu.
Spolek byl opakovaně pokutován Úřadem pro dohled nad hospodařením politických stran a politických hnutí za vedení volební kampaně bez předchozí registrace a za neoznačení prostředků volební kampaně informací o zadavateli a zpracovateli.

## Financování
Spolek Milion chvilek je financován výhradně z dobrovolných příspěvků soukromých dárců. Tyto příspěvky jsou zasílány buď na transparentní účet nebo na běžný účet skrze portál Darujme.cz. Nepřijímá žádné peníze z veřejných rozpočtů (ani zahraničních), od politických stran či nátlakových skupin. Jedná se o standardní způsob financování veřejně prospěšných organizací. V případě běžného i transparentního účtu jde převážně o částky v řádech stokorun, které však díky svému množství pokryjí veškeré náklady na chod spolku. V roce 2018 činila průměrná výše daru na transparentním účtu 982 Kč. Okolnosti financování spolku ale vzbuzují otázky. Jeho představitelé jsou totiž za práci placeni, nikoliv však z transparentního, nýbrž z provozního účtu. Informace poskytují vždy jednou ročně ve výroční zprávě.

## Šíření nepravd o spolku
V roce 2019 bylo proti Milionu Chvilek šířeno několik nepravd. Václav Klaus v rozhovoru na televizní stanici Prima například uvedl, že demonstranti byli na místo demonstrací sváženi zdarma. Následně se za lež veřejně omluvil. Premiér Andrej Babiš v rozhovoru pro TV Nova uvedl, že demonstranti jsou zřejmě finančně motivováni. Jedna z demonstrantek, Jana Filipová, Babiše následně žalovala a soud vyhrála, přičemž se jí měl premiér omluvit. Rozhodnutí soudu ale následně zrušil odvolací soud, který rozhodl, že se Babiš omlouvat za výrok nemusí. Objevilo se také mnoho koláží a upravených obrázků, které například měly naznačovat sympatii bývalého předsedy Mikuláše Mináře s nacistickou ideologií.

## Kritika
Ozývají se hlasy, že Milion chvilek pro demokracii je ryze proti aktivitám Andreje Babiše a není férová.  Kritici třeba říkají, že proti přijatelnější ministryni spravedlnosti Marii Benešové (ANO) demonstrovali, ale proti méně přijatelnému Pavlu Blažkovi s mnoha kauzami žádné demonstrace nedělají, i když chtějí jeho odvolání. 